# Terung Kulon
Terung Kulon is een bestuurslaag in het regentschap Sidoarjo van de provincie Oost-Java, Indonesië. Terung Kulon telt 4246 inwoners (volkstelling 2010).